# Теорема Семереди — Троттера
Теорема Семереди — Троттера — результат комбинаторной геометрии.
Теорема утверждает, что если даны n  точек и m прямых на плоскости, число инциденций (т.е. число пар точка/прямая, в которых точка лежит на прямой) равно
{\displaystyle O\left(n^{\frac {2}{3}}m^{\frac {2}{3}}+n+m\right),}
и эта граница не может быть улучшена.
Эквивалентная формулировка теоремы следующая. Если задано n точек и целое число k > 2, число прямых, проходящих по меньшей мере через k точек, равно
{\displaystyle O\left({\frac {n^{2}}{k^{3}}}+{\frac {n}{k}}\right).}
Первоначальное доказательство Семереди и Троттера  было сложным и использовало комбинаторную технику, известную как разделение ячеек. Позднее Секей обнаружил существенно более простое доказательство, использующее неравенство числа пересечений для графов  (см. ниже).
Теорема Семереди – Троттера имеет несколько следствий, включая теорему Бека в геометрии инцидентности.

## Доказательство первой формулировки
Мы можем отбросить прямые, содержащие две и менее точек, так как они могут дать максимум 2m инциденций. Таким образом, мы можем считать, что любая прямая содержит по меньшей мере три точки.
Если прямая содержит k точек, то она содержит k − 1 отрезков, соединяющих две из n точек. В частности, прямая будет содержать по меньшей мере k/2 таких отрезков, поскольку мы предположили k ≥ 3. Складывая все такие инциденции по всем m прямым, мы получим, что число отрезков, полученных таким образом, по меньшей мере равно половине числа всех инциденций. Если мы обозначим через e число таких отрезков, достаточно показать, что 
{\displaystyle e=O\left(n^{\frac {2}{3}}m^{\frac {2}{3}}+n+m\right).}
Рассмотрим теперь граф, образованный n  точками в качестве вершин и e отрезками в качестве рёбер. Поскольку каждый отрезок лежит на какой-либо из m прямых и две прямые пересекаются максимум в одной точке, число пересечений этого графа не превосходит m2. Из неравенства числа пересечений мы заключаем, что либо e ≤ 7.5n, либо  m2 ≥ e3 / 33.75n2. В любом случае e ≤ 3.24(nm)2/3 + 7.5n и мы получаем требуемую границу 
{\displaystyle e=O\left(n^{\frac {2}{3}}m^{\frac {2}{3}}+n+m\right).}

## Доказательство второй формулировки
Поскольку любая пара точек может быть соединена максимум одной прямой, может быть максимум n(n − 1)/2 l прямых, которые могут соединять k или более точек, поскольку k ≥ 2. Эта граница доказывает теорему при малых k  (например, если k ≤ C для некоторой абсолютной константы C).  Таким образом, имеет смысл рассматривать только случаи, когда k велико, скажем, k ≥ C.
Предположим, что имеется m прямых, каждая из которых содержит по меньшей мере k точек. Эти прямые образуют по меньшей мере mk инциденций, а тогда по первому варианту теоремы Семереди – Троттера мы имеем
{\displaystyle mk=O\left(n^{\frac {2}{3}}m^{\frac {2}{3}}+n+m\right),}
и по меньшей мере выполняется одно равенство из {\displaystyle mk=O(n^{2/3}m^{2/3}),mk=O(n)} или {\displaystyle mk=O(m)}. Третью возможность отбрасываем, поскольку мы предположили, что k велико, так что остаются два первых. Но в обоих случаях после несложных алгебраических выкладок получим {\displaystyle m=O(n^{2}/k^{3}+n/k)}, что и требовалось.

## Оптимальность
Если не учитывать постоянные множители, граница инциденций Семереди – Троттера не может быть улучшена. Чтобы это увидеть, рассмотрим для любого положительного целого числа N ∈ Z+ множество точек целочисленной решётки
{\displaystyle P=\left\{(a,b)\in \mathbf {Z} ^{2}\ :\ 1\leq a\leq N;1\leq b\leq 2N^{2}\right\},}
и набор прямых 
{\displaystyle L=\left\{(x,mx+b)\ :\ m,b\in \mathbf {Z} ;1\leq m\leq N;1\leq b\leq N^{2}\right\}.}
Ясно, что {\displaystyle |P|=2N^{3}} и {\displaystyle |L|=N^{3}}. Поскольку каждая прямая инцидентна N точкам (т.е. один раз для каждого {\displaystyle x\in \{1,\cdots ,N\}}), число инциденций равно {\displaystyle N^{4}}, что соответствует верхней границе.

## Обобщение дляRd
Обобщение этого результата для произвольной размерностиRd было найдено Агавалом и Ароновым. Если дано множество S, содержащее n точек, и множество H, содержащее m гиперплоскостей, число инциденций точек из S и гиперплоскостей из H ограничено сверху числом
{\displaystyle O\left(m^{\frac {2}{3}}n^{\frac {d}{3}}+n^{d-1}\right).}
Эквивалентно, число гиперплоскостей из H, содержащих k  и более точек, ограничено сверху числом
{\displaystyle O\left({\frac {n^{d}}{k^{3}}}+{\frac {n^{d-1}}{k}}\right).}
Построение Эдельбруннера показывает, что граница асимптотически оптимальна.
Шоймоши и Тао получили почти точную верхнюю границу для числа инциденций между точками и алгебраическими многообразиями в пространствах высокой размерности. Их доказательство использует полиномиальную теорему о сэндвиче.

## Приложения
Теорема Семереди-Троттера находит множество приложений в аддитивной и арифметической комбинаторике (например, для доказательства теоремы сумм-произведений).